# Scotopteryx clausa
Scotopteryx clausa är en fjärilsart som beskrevs av Edward Alfred Cockayne 1952. Scotopteryx clausa ingår i släktet backmätare, och familjen mätare. Inga underarter finns listade.